# Сан-Болдо (перевал)
Сан-Болдо  (італ. Passo San Bold, раніше PassoSant'Ubaldo і Umbaldopass) — невеликий гірський перевал в Венето, Італія, між містами Трічіана [329 м] і Товена у муніципалітеті Чизон-ді-Вальмарино [272 м] завдовжки 17 км.
Перевал знаходиться на південній околиці Альп, на з'єднанні Валь-Беллуна з Валь-Марено на висоті 706 м. Гірський перевал називається SP 635 і має тільки одну смугу руху, трафік регулюється кількома світлофорами. Існує обмеження швидкості 30 км/год і обмеження по висоті 3,2 м, після того, як автобуси неодноразово застрявали в тунелі. На перевалі п'ять тунелів в скелі з крутими серпантинами, і шість мостів.

## Історія
Хоча необхідність перебудувати круту дорогу на Сан-Болдо на автостраду було зрозуміло вже в кінці XIX століття, цей проект було втілено, тільки коли це стало до потреб австро-угорській армії, її побудували за три місяці, з лютого по червень 1918 — за для постачання військ у Битві при П'яве. Через короткий термін будівництва, автострада отримала назву «Дорога 100 днів». На заключному етапі будівництва, 1400 співробітників працювали у три зміни, щоб побудувати цю стратегічно важливу дорогу. Через потребу транспортування важкої артилерії, ухил автостради не перевищує 12%.

## Ресурси Інтернету
- San Boldo Pass still active for multipurpose use
- information and map for Tovena, Italy
- WikiMapia content for San Boldo Pass